# Circonscription de Chereti
La circonscription de Chereti est une des 23 circonscriptions législatives de l'État fédéré Somali, elle se situe dans la Zone Afder. Son représentant actuel est Ahmed Shide Mehamed.